# Chaetocnema angustifrons
Chaetocnema angustifrons  (лат.) — вид жуков-листоедов рода Chaetocnema трибы земляные блошки из подсемейства козявок (Galerucinae, Chrysomelidae). Юго-восточная Азия.  

## Распространение
Встречаются в Юго-восточной Азии (Камбоджа, Таиланд).

## Описание
Длина 2,10—2,35 мм, ширина 1,15—1,25 мм. От близких видов отличается комбинацией следующих признаков: пронотум почти квадратный с прямыми и параллельными боками, голова и лоб узкие, первый тарзомер самцов длинный и узкий. Переднеспинка и надкрылья бронзоватые. Усики, лапки, голени и бёдра желтовато-коричневые. Голова гипогнатная (ротовые органы направлены вниз). Лоб плоский (расположен на уровне глаз), покрыт сравнительно короткими белыми щетинками. Надкрылья покрыты несколькими рядами (6—8) многочисленных мелких точек — пунктур. Фронтолатеральные бороздки отсутствуют. Бока надкрылий субпараллельны друг другу. Второй и третий вентриты слиты. Средние и задние голени с выемкой на наружной стороне перед вершиной. Переднеспинка без базальной бороздки. Вид был впервые описан в 2019 году в ходе ревизии ориентальной фауны рода Chaetocnema, которую провели энтомологи Александр Константинов (Systematic Entomology Laboratory, USDA, c/o Smithsonian Institution, National Museum of Natural History, Вашингтон, США) и его коллеги из Китая (Ruan Y., Yang X., Zhang M.) и Индии (Prathapan K. D.).